# In folio
In-folio (abbreviato in-fol.) è la locuzione latina, da cui deriva la meno usata locuzione italiana "in-foglio" (abbreviato "in-fogl."), con la quale s'intende un formato dei libri.
Nei libri antichi il formato in-folio si otteneva piegando un foglio intero una sola volta lungo il lato maggiore, in modo da avere quattro facciate ossia due carte. I filoni, cioè i segni della vergatura più distanziati tra loro, simili appunto a grossi fili visibili in controluce nella carta, erano verticali, mentre la filigrana si trovava al centro di una delle carte. Il fascicolo, o segnatura, veniva poi costituito da più fogli piegati inseriti uno dentro l'altro.
Il torchio tipografico realizzato da Johannes Gutenberg alla metà del XV secolo fu progettato per stampare in folio. Pochi decenni dopo le tecnologie di impressione resero possibile la stampa di libri in formati più ridotti (ad esempio Aldo Manuzio verso l'anno 1500 fu il primo a realizzare volumi in formato tascabile).
Nell'Indice generale degli incunaboli delle biblioteche d'Italia (6 voll., Roma, Libreria dello Stato, 1943-81), contro una pluricentenaria tradizione bibliografica, l'in-folio è stato rinominato "in-2º".
Nei libri moderni il formato in-folio è dato dall'altezza del libro, misurata al frontespizio, convenzionalmente superiore a 38 cm.